# یانی گلمن
یانی گلمن (انگلیسی: Yani Gellman؛ زادهٔ ۲ سپتامبر ۱۹۸۵) بازیگر یهودی‌تبار اهل کانادا است. وی به سبب شغل پدرش که گزارشگر و خبرنگار بود، در شهرهای مختلف دنیا زندگی کرده است.
از فیلم‌ها یا برنامه‌های تلویزیونی که وی در آن نقش داشته‌است، می‌توان به گوئینویر جونز، ۹۰۲۱۰، دروغ‌گوهای کوچک زیبا، ذهن‌های جنایتکار، کسل، فیلم لیزی مک‌گوایر، جمعه سیزدهم، آی‌زامبی، جیسون ایکس و ۴۷ متر پایین اشاره کرد.